# مارك آنجل
مارك أنجل (مواليد 1963) هو سياسي من لوكسمبورغ ينتمي إلى حزب العمال الاشتراكي، يشغل منصب نائب رئيس البرلمان الأوروبي منذ 18 يناير 2023، وهو عضو في البرلمان الأوروبي منذ 10 ديسمبر 2019. كما كان عضواً في مجلس نواب لوكسمبورغ اشتهر في البرلمان الأوروبي بأنه "بطل المساواة". 